# Nosekiella condei
Nosekiella condei är en urinsektsart som först beskrevs av Sören Ludvig Paul Tuxen 1955.  Nosekiella condei ingår i släktet Nosekiella och familjen lönntrevfotingar. Inga underarter finns listade i Catalogue of Life.